# Delia angusta
Delia angusta este o specie de muște din genul Delia, familia Anthomyiidae. A fost descrisă pentru prima dată de Stein în anul 1898. Conform Catalogue of Life specia Delia angusta nu are subspecii cunoscute.